# Pavillon de Marsan
Il Pavillon de Marsan è un palazzo un tempo facente parte del Palazzo delle Tuileries di Parigi e oggi parte del Palazzo del Louvre alla sua estremità nord. L'originale venne costruito negli anni '60 del Seicento, ma venne completamente ricostruito negli anni '70 dell'Ottocento dopo l'incendio del palazzo delle Tuileries durante la Comune di Parigi ed oggi fa parte del Museo del Louvre. Dal 1897 fa parte del Musée des Arts Décoratifs, un'istituzioen separata dal Louvre.

## Storia

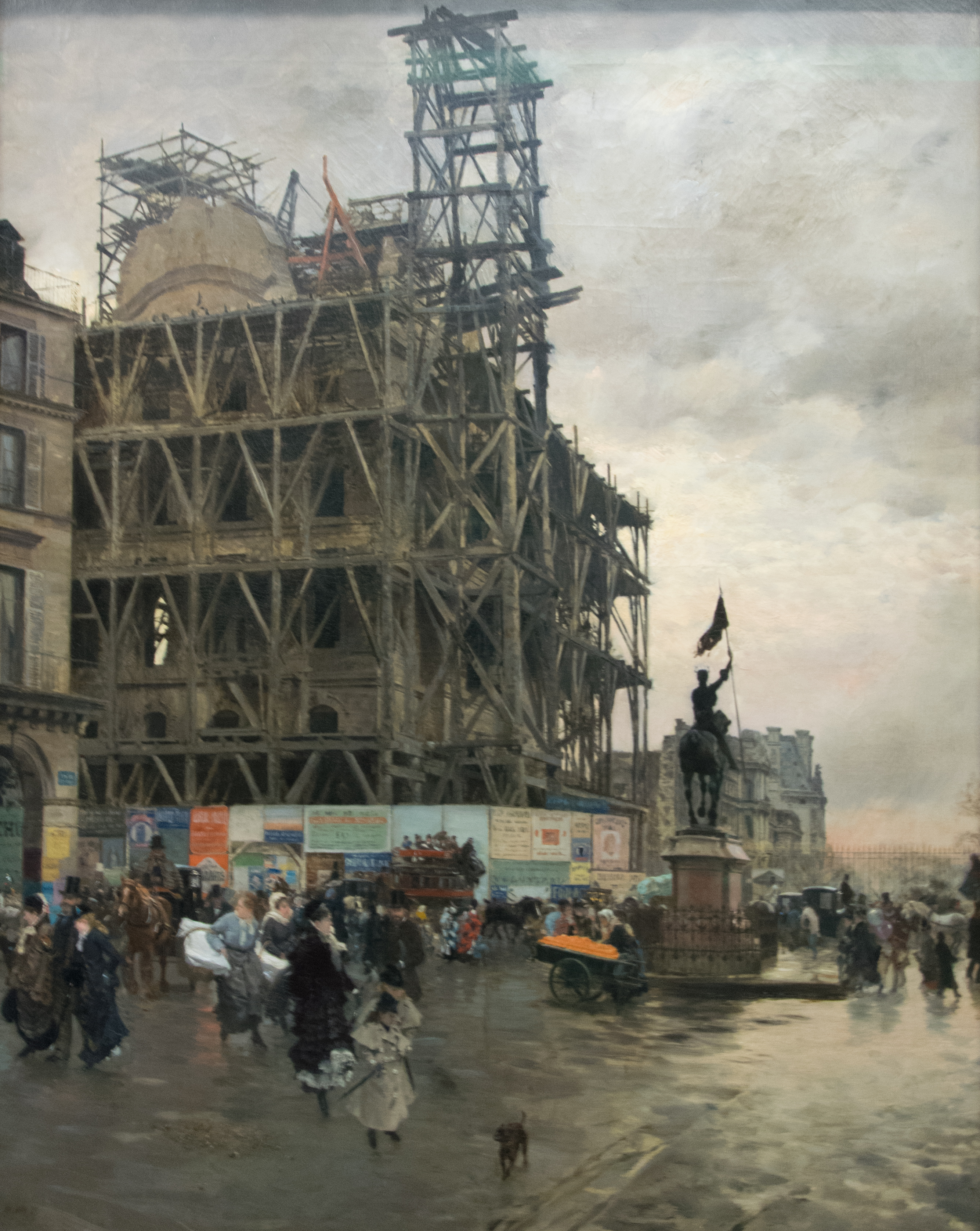
La ricostruzione del Pavillon de Marsan, dipinto di Giuseppe De Nittis (1875)

Il padiglione originale venne costruito nel 1666 su disegno di Louis Le Vau. Nel terzo quarto del XVIII secolo esso includeva l'appartamento di Maria Luisa di Rohan, governante dei nipoti del re, la quale era nota col nome di Madame de Marsan dal suo passato matrimonio con Gastone di Lorena, conte di Marsan; da lei l'ala prese nome. All'epoca in cui la famiglia reale risiedette alle Tuileries, durante la Rivoluzione Francese, Adelaide di Borbone-Francia aveva il proprio appartamento al piano terreno dell'edificio.
Nell'Ottocento, gli architetti Percier e Fontaine iniziarono l'estensione del padiglione verso est per completare il Palazzo del Louvre. L'ala nord, ad ogni modo, si portò sino al Pavillon de Rohan e la riunione con le Tuileries avvenne solo cinquant'anni dopo nell'ambito dell'espansione del Louvre voluta da Napoleone III.
Nel 1871 il Pavillon de Marsan bruciò insieme al Palazzo delle Tuileries. Le sue rovine vennero demolite e il padiglione venne ricostruito da Hector Lefuel dal 1874 al 1879.
Un progetto di collocare al padiglione la Corte dei Conti di Francia venne stroncato sul nascere, anche se sul finire del XIX secolo la struttura accolse gli archivi dell'istituzione. Nel 1897 il padiglione e l'ala di Marsan passarono all' Union centrale des Arts décoratifs, che lo rimodellò tra il 1898 ed il 1905 su progetto di Gaston Redon, assistito da Paul Lorain.